# 기업어음
기업어음(企業 - , 영어: commercial paper, CP)은 기업이 자금을 조달하기 위해 발행하는 어음 형식의 단기 채권이다. 보통 신용도가 높은 기업이 무담보-단기어음으로 발행하며, 기업은 금융기관을 통해 기업어음을 발행하게 되며 금융기관은 다시 일반고객들을 상대로 판매하게 된다. 상거래에 수반되어 거래상대방에게 발행되는 약속어음인 상업어음과 달리, 증권사에서 일반인에게 예금계좌 방식으로 판매하는 약속어음이다. 반드시 종이증서가 작성되어야 한다. 2013년 9월 19일 현재 한국 기업들은 62조 5432억 원의 CP를 발행했다.
어음의 기간은 보통 1년 이내로 규정되어 있으며 이자율은 연 40%이내로 변동금리가 적용된다. 만기 3일짜리 초단기 CP도 있다.

## 구별개념

### 회사채
회사채와 CP는 모두 기업이 자금을 마련하기 위해 발행한다. 회사채는 보통 3년 만기이며, 3개월에 한 번씩 이자를 주는데, CP는 만기가 1년 이내로 단기이며, 이자도 매월 지급한다.
주식이나 채권을 통한 자금 조달이 여의치 않은 기업에 CP만큼 좋은 자금 마련 수단도 없다. 회사채는 발행시 이사회 의결, 증권신고서 제출, 공시 등 복잡한 절차를 거쳐야 하는 반면, CP는 어음용지에 도장만 찍으면 될 정도로 간편하다. 2009년 2월 자본시장법 시행으로 CP와 관련해 발행자 요건, 기본 발행 단위 및 만기, 최저 신용등급에 대한 규제마저 폐지됐다.

### CD
CP는 보통 증권사에서 일반인들에게 판매한다. 예금에 가입할 때 이자소득세를 납부해야 하고, 중도해지하는 경우 CD보다 높은 해지수수료를 납부해야 한다는 것에서 CD(양도성예금증서)와 차이가 있다. 대한민국에서는 1981년부터 단기투자회사에서 CP 할인과 매출 업무를 취급한다.

### CB
전환사채. 발행당시에는 회사채로 발행되나, 일정기간이 지난 후 채권보유자의 청구에 의해 발행한 회사의 일정 가격의 주식으로 전환할 수 있는 권리가 붙어있는 사채이다. 주식으로 전환되면 발행한 회사의 부채비율은 낮아진다. 정해진 가격보다 주가가 높아지면 권리를 행사하고, 낮아지면 채권을 유지한다.

### ABCP
자산유동화기업어음인 ABCP는 CP의 한 종류이다.
2013년 9월 24일 한국예탁결제원 세이브로에 따르면 지난 19일 기준 단기금융증권인 CP 발행잔액은 62조5432억원으로 나타났다. 자산유동화증권(ABS)을 합치면 139조2839억원이다.

## 돌려막기
CP는 가장 손쉽고 간편한 기업자금조달방식이다. 주식이나 회사채를 발행하려면 이사회 의결과 금감원 등록, 유가증권 신고서 제출 등 복잡한 절차를 거쳐야 하고 은행에서 돈을 빌려려고 해도 담보의 근저당권 설정 같은 번거로운 절차가 필요하다. 그러나 기업어음은 은행에서 어음용지를 받아 도장을 찍어 발행하면 그만이다.
개인의 경우 '카드돌려막기'를 하여 간신히 생활을 하는 경우가 있는데, 부실기업의 경우 CP로 돌려막기를 하곤 한다. STX그룹 CP 돌려막기, 동양그룹 CP 돌려막기 사건이 매우 유명하다.

## 구입조건
금융회사마다 조금씩 다르지만 개인투자자의 경우 증권사에선 최소 1억 원 이상, 은행에선 최소 1000만 원 이상 있어야 CP를 살 수 있다. 2013년 9월 부도위기에 몰린 동양그룹은 계열사들의 CP를 동양증권이 판매했으며, 모두 2조 3천억원 어치의 CP를 45,000명의 개인고객이 구매했다고 알려졌다. 개인고객이 큰 돈을 가진 경우가 드물기 때문에 동양증권에서 "특정금전신탁"을 이용해서 구매를 했다.

## 부실신용평가
CP의 신용등급은 매우 중요하다. BBB 등급이상이 투자적격이며, C 등급부터는 투기등급으로 분류되어 증권사에서 판매하지 않는다. 그러나, 무디스 등 국가의 신용등급 마저도 독립적으로 판단하는 등, 신용평가회사가 전 세계 시장에 대해 초강력한 권력을 휘두르는 미국에 비해, 한국의 신용평가회사의 지위는 높지 않다.
즉, 한국의 경우, CP 발행회사가 용역을 주어서 신용평가를 하기 때문에, 신용등급이 과장되어 있고, 부실하다. 따라서, 미국 신용평가회사가 BBB 등급의 CP여서 투자적격이라고 하면 믿어도 안전하지만, 한국 신용평가회사가 그렇게 판정한 경우에는 그 신용평가를 그대로 믿는 것이 위험하다. 한국 정부는 이 CP 부실신용평가의 문제를 시정하기 위한 제도개선을 고민중이다.

## 전자단기사채
현재 CP는 주식처럼 종이 한장으로 구성되어 있다. 이러한 종이 CP를 '온라인 주식'처럼 인터넷으로 HTS 등으로 전자거래를 할 수 있게 한 것이 전자단기사채이며, 일본이 시행중이다. 한국은 일본을 벤치마킹하여 도입.
2011년 6월 23일 전자단기사채제도 도입과 관련된 법인 "전자단기사채등의 발행 및 유통에 관한 법률안"이 의결과정을 거친 후 국회에서 통과되었고, 2011년 7월 14일에 공포되었다.
2013년 1월 15일 시행되었다.
예탁결제원 관계자는 "시장의 혼란을 방지하고자 전자단기사채제도 도입 이후에도 CP 제도는 존속되지만 전자단기사채가 CP를 대체할 것으로 예상된다"며 "일본의 경우 2003년 3월 전자단기사채가 도입된 후 2009년에는 기업의 단기 자금조달에 있어 99.9%가 단기사채로 발행되고 있다"고 말했다.

## 범죄
부실기업이 부실CP를 함부로 발행하면 범죄로 처벌된다. 부실CP를 구매하여 원금손실을 본 개인들이 검찰에 고소고발을 하여 검찰 수사가 개시된다.

## 고금리
1년에 한 번 이자를 지급하는 은행 정기예금 이자가 2% 하는 경우, CP 이자는 8% 하며 매달 이자를 지급한다. 따라서, 고금리 상품을 찾는 고객들이 CP를 찾는다. 그러나 1년 만기 어음이기 때문에, 1년 안에 회사가 부도나면, 한 푼도 못 받을 수 있다. 즉, 원금보장이 안 된다.
2013년 9월 동양그룹의 부도위기 사건에서, 이러한 고금리 매력 때문에, 동양그룹 CP의 40%는 새마을금고, 농협, 신협 등 상호금융회사들이 구매했다고 보도되었다. 상호금융사들은 시중 대형은행 보다 고금리의 원금보장형 정기예금 이자를 제공하는데, 마땅한 고수익 투자처가 없어서, 고위험 고이율 CP를 대규모로 구매한다고 한다.

## 같이 보기
- 자산관리계좌(CMA)
- 단기금융펀드(MMF)
- 환매조건부채권(RP)
- 무기명무보증전환사채(CB)
- 양도성예금증서(CD)